# 熊野三山本願所

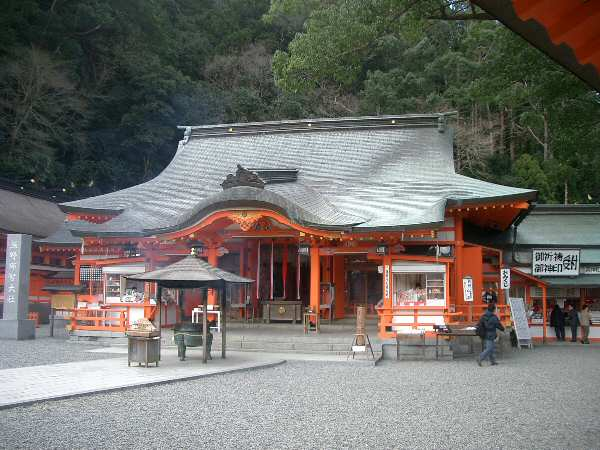
熊野那智大社拝殿。寺社の壮麗な社頭の維持には多額の費用を要する。

熊野三山本願所（くまのさんざんほんがんじょ）は、15世紀末以降における熊野三山（熊野本宮、熊野新宮、熊野那智）の造営・修造のための勧進を担った組織の総称である。
熊野三山を含めて、日本における古代から中世前半にかけての寺社の造営は、寺社領経営のような恒常的財源、幕府や朝廷などからの一時的な造営料所の寄進、あるいは公権力からの臨時の保護によって行われていた。しかし熊野三山では、これらの財源はすべて15世紀半ばまでに実効性を失った（→#前史）。
それらに替わる財源を確保し、熊野三山の造営・修造に寄与したのが、15世紀後半以降に成立した熊野三山本願所で、類似するほかの寺社の本願所と比べて際立って規模が大きく、一山ごとに独自の性格を持っていた（→#熊野三山本願所の成立）。熊野三山本願所は、各地に送り出した一部の熊野山伏・熊野比丘尼が募った勧進奉加を熊野へ送り届けさせること、また、熊野への巡礼者からの散銭を得ることを通じて財源を調達し、堂舎の建立・再興・修復を行う造営役としての役目を果たした。近世初期には新宮を首座として熊野本願九ヶ寺と称する本願仲間を形成し、連携して職務の遂行にあたった（→#活動と組織）。
15世紀後半以降、本願所は造営・修造を担う組織として機能していたが、熊野三山では本来衆徒が独占していた社寺の縁起や仏事・神事といった社役にも深く関与するようになり、三山の運営に大きな役割を担うようになっていった。しかしながら、ほかの寺社と同じく本願と社家の間には緊張関係があった（→#社役と本願）。17世紀以降には、造営・修造と社役との聖俗両面における本願の役割を否定し、社内における主導権を奪い返そうとする社家と、一山における地位を守ろうとする本願との間で相論が繰り返された（→#社家との相論）。18世紀半ばには、近世以降の社家の経済的再建と江戸幕府・紀州藩の宗教統制を背景にした社家の反撃により、本願の退勢は決定づけられるに至った。しかしながら、単なる造営役を越えて年中行事や祈祷に関する役目を担っていた本願を、社家は完全に排除することはできず、明治の神仏分離まで存続した（→#衰退と終焉）。

## 前史
| 年代                  | 造営料国                      | 注記                   |
| --------------------- | ----------------------------- | ---------------------- |
| 12世紀末から 13世紀初 | 紀伊・阿波・讃岐・ 伊予・土佐 | 白河院による寄進       |
| 1209年                | 阿波                          | 新宮・本宮の復興・再建 |
| 1241年                | 安房                          | 新宮造営料国           |
| 1259年                | 遠江・美濃                    | 那智造営料国           |
| 1265年                | 越前                          |                        |
| 1289年                | 伯耆                          |                        |
| 13世紀末ごろ          | 遠江・安房                    | 「伏見天皇綸旨」所掲   |

本願所が成立する以前、中世における熊野三山の財源とされたのは、熊野山（本宮・新宮）・那智山へ寄進された三山経営そのものにかかわる各々の荘園、熊野御僧供米、造営料国・造営料所などであった。熊野へ寄進された荘園の早い例は11世紀末にさかのぼると見られ、その事例として応徳3年（1086年）11月13日付の「内侍藤原氏施入状案」にみられる紀伊国比呂庄と宮前庄の事例、次いで白河院が寛治4年（1090年）1月21日に「紀伊国二ヵ郡五ヵ所合百余町」を寄進した事例があげられる（『中右記』・『百錬抄』）。これ以後、熊野別当・修理別当・在庁・三綱・熊野所司をはじめとする熊野三山の執行機関が常陸国から日向国に至るまでの30か所あまりの荘園の執行実務に携わり、14世紀中ごろまで熊野三山経営の中核を担っていたと考えられている。
12世紀初め、白河院は三山経営と神社造営のため、元永元年（1119年）に紀伊国・阿波国・讃岐国・伊予国・土佐国の5か国から封戸50烟を熊野山に施入した（『中右記』元永元年9月11日条）が、大治2年（1127年）に「熊野本宮御封十烟」の代わりに紀伊国「牟婁郡芳益村見作田伍町」の所当官物が便宜補填され、これがのちに荘園に転化したと推定されている。
なお、造営料国の寄進の早い例は12世紀末から13世紀初めにかけてとみられ、13世紀初めには熊野三山検校であった長厳に阿波国が寄進されている（『頼資卿熊野詣記』建仁2年〈1202年〉）。承元3年（1209年）に新宮・本宮が火災に見舞われた際には、再建のためにやはり阿波国が宛てられたが、阿波国はこの時期を下ると見られなくなる。
13世紀半ば以降、越前国（文永2年〈1265年〉）、伯耆国（正応2年〈1289年〉）などの例がみられるが、頻繁に史料中に現れるのが遠江国と安房国である。遠江の早い例では、正元元年（1259年）に美濃国とともに那智の造営料国に宛てられた。一方で安房はもっぱら新宮の史料にのみ現れ、仁治2年（1241年）の『百錬抄』所掲の例や13世紀末にさかのぼる例（「伏見天皇綸旨」〈1291年 - 1296年ごろ〉所掲）がみられる。遠江と安房はしばしばセットで造営料国に宛てられ、「後光厳天皇綸旨」（文和3年〈1354年〉）やその翌年付の鎌倉幕府の御教書にその名がみられる。
しかしながら、こうした造営料国・造営料所に依拠した造営・修造は15世紀に終わりを迎える。承久の乱（承久3年〈1221年〉）以降、新たに地頭となった御家人の支配が各地の荘園に及ぶようになったほか、14世紀半ば以降、各種の史料に「遠江国国衙職」「安房国々衙職」といった表現が増え始めることにみられるように、造営料国が国衙職の得分に矮小化していった様子が窺われる。室町時代から戦国時代にかけては在地土豪の支配下に荘園が収められたことで、各荘園からの熊野への年貢は一部の上分米を納めるのみになったが、それさえも滞りがちとなった。新宮では徳治2年（1307年）に社殿を焼失したため、造営料国に宛てられた土佐国からの収入により再建を図ろうとしたが、妨害を受けたために充分な収入を得られなかった。新宮は、後光厳天皇の綸旨を得て足利義詮に徴収を委ねなければならなかったが、その実施には困難を伴った。貞和元年（1345年）には、那智尊勝院領のあった伊豆国の荘園からの年貢が11年にわたって未達であったため、熊野三山検校によりあらためて安堵されなければならなかった。
こうして造営・修造の財源として機能しえなくなった造営料国・造営料所に代わり、三山の造営・修造の財源とされたのが、棟別銭や段米・段銭であった。棟別銭徴収の早い例は、貞治5年（1366年）ごろに播磨国松原荘（石清水八幡社領）などで新宮造営のために徴収された例がみられるほか、『熊野年代記』には三山造営のための「諸国棟別」（応永33年〈1426年〉）、那智造営のための京・和泉・河内での徴収（文明10年〈1478年〉）といった例がある。段米・段銭では、14世紀前半に段米が和泉・美濃などで確認され、次いで15世紀前半からは段銭がみられるようになる。国段銭と安房国衙職をもって新宮遷宮に宛てる旨の応永26年（1419年）の室町将軍家御教書を初例とし、永享5年（1433年）には新宮造営料として紀伊国から段銭を徴収するようにとの御教書が発され、紀伊のほか丹波や伊豆に宛て課されていた。これら15世紀前半から中葉にかけての段銭は造営料国に入れ替わるように出現し、造営料国は史料上確認することができなくなる。
しかし、こうした棟別や段銭による財源の実効性は室町幕府を頂点とする守護体制の実力に依存していたため、室町幕府の支配が弛緩していく15世紀半ばにはほとんど依拠しえなくなる。この時期にも存続した造営料所として、新宮に属した紀伊国高家荘があるが、15世紀半ば以降、畠山家の内紛に巻き込まれるかたちで繰り返し濫妨に見舞われて、ほとんど不知行であったと見られ、延徳元年（1489年）には、新宮の神官らが紀伊国内の所領が有名無実化したと窮状を幕府に訴えている。以上のように、15世紀初までに造営料国を、15世紀後半までに室町幕府支配を背景とした公的保護を失った熊野三山は、以後の造営・修造のための財源をほかに求めなければならなくなったのである。

## 熊野三山本願所の成立

### 熊野三山本願所
ここまで見てきた熊野三山を含めて、古代から中世前半にかけての寺社の造営は、寺社領経営のような恒常的財源、幕府や朝廷などからの一時的な造営料所の寄進、あるいは公権力からの臨時の保護によって行われるものであった。しかし、鎌倉時代初期の東大寺造営に功績のあった重源のように、臨時かつ応急の処置とはいえ、財源の調達から造営・修造の実施に至る一切を、勧進聖が全面的請負事業として掌握する例が見られた。さらに、戦乱のような社会的混乱によってこうした公権力からの財源が機能し得なくなるにつれ、本来は寺社の外部の存在である勧進聖の請負による勧進活動を恒常的な形で寺社内に組み込もうとする寺社の要請、あるいは守護大名や戦国大名といった在地勢力の権力や権威を前提として、勧進聖たちが造営・修造の実績と勧進を通じて獲得した既得権とに基づいて成立させた組織が本願所で、15世紀末から各地の寺社にみられるようになる。しかし、寺院内に確たる地歩を築くことを目指した本願と、本願に正式な構成員としての地位を認めようとせず、経済的な役割のみに押しとどめようとした寺社との間には緊張関係があり、近世の幕藩体制下での寺社財政の再建と安定が進むにつれ、寺社の側からの圧迫にさらされて衰退・廃絶する本願所も少なくなかった。
熊野三山もまたそうした例に漏れず、15世紀後半以降に勧進聖の活動に財源が求められ始め、15世紀末以降に本願所が成立する。熊野三山本願所は各地の本願所の中でもとりわけ規模が大きく、三山のそれぞれに独立した本願所があった。熊野の本願所には庵主（あんじゅ）という独自の呼び方があった。新宮庵主は霊光庵の名でも知られ、末社神倉社にはさらに独自の本願があり、神倉本願と呼ばれた。また、那智庵主は7か寺もの大規模な本願所からなり、穀屋（こくや）と総称された。
前述のように造営料国や棟別・段銭といった公権力を背景とした財源が15世紀後半以降に失われていくにつれ、以下に詳述するように、入れ替わるように勧進活動が現われて活発化し、その帰結として15世紀末以降に新宮や那智で本願所が組織されていく。こうした過程は、各地の寺社本願所と異なるものではなく、熊野三山本願所も共通の性格を備えていたと言えるだろう。また、同じ本願所とはいえ、新宮は飯道寺梅本院という当山方大先達寺院から庵主を迎える、天台宗比叡山末寺に連なるといった権威を背景として発展したのに対し、那智は西国三十三所巡礼の参詣霊場として、貴庶の勧進と参詣者の散銭を募ることに活動の軸を置き、その性格は一様ではなかった。

### 新宮
新宮の本願所の開創を伝える史料の中には、15世紀よりも前の時期、早いものでは8世紀初めに萌芽を求めるもの（『熊野年代記』など）もあるが、そうした史料は総じて信頼性を欠き、偽作の可能性も指摘されている。新宮庵主の活動年代を確認しうる信頼できる史料は、新宮造営のための勧進に赴く十穀聖覚賢なる人物に対する援助を管領細川勝元が依頼する趣意が記された文書で、15世紀前半と推定されるものである。この文書における十穀聖覚賢の勧進事業がひとつの画期となって、15世紀後半からは、熊野三山の勧進による造営の事例が大幅に増え始める。それだけでなく、この時期以降の新宮の本願に関する記述は、それ以前に比べてはるかに具体性に富んだものとなっていくだけでなく、庵主が社頭修造を本願たる自己の職分として意識し、活動する様子が伝わってくる。

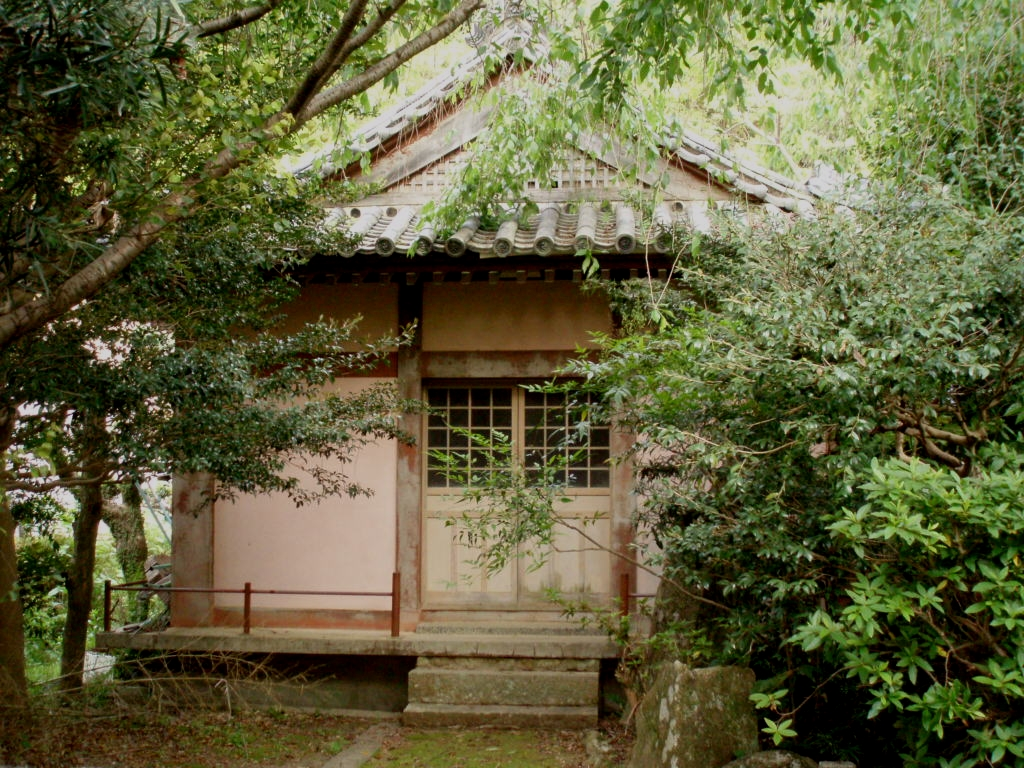
妙心寺

15世紀後半から16世紀初頭にかけての時期に新宮本願所の萌芽を求めるのは、新宮の末社である神倉社における本願の活動をあわせて考えると蓋然性を増す。神倉本願の活動の最も早い時期の例として知られるのは、南北朝時代の動乱による荒廃からの復興・再建を目指して行われた、妙心寺の妙順尼による勧進活動である。妙順尼による勧進は延徳元年（1489年）より始まり、弟子の祐珍とともに諸国をめぐって奉加を募り、大永年間（1521年 - 1528年）から享禄4年（1531年）にかけて再興を成し遂げた功績により、天文元年には本願職が改めて許されている。
こうして成立した新宮庵主は、近江国の飯道寺から庵主を迎えるようになる16世紀半ばに組織として大きな転機を迎える。飯道寺、特に梅本院・岩本院のふたつの坊は、当山派修験正大先達三六か寺に数えられ、諸国の当山派山伏を支配した有力寺院で、天文18年（1549年）に飯道寺水元坊の善成坊祐盛が本願となっていたのを早い例として、永禄9年（1566年）の梅本院大先達行鎮の入寺以来、17世紀初頭まで梅本院から庵主が迎えられるようになる。梅本院出身の庵主は新宮庵主の事業力を充実させ、新宮庵主を修験寺院として発展させていった。その後、元禄15年（1702年）、行弁庵主が「不如法」により勘当されたことによって梅本院出身の庵主は途絶え、天台僧によって庵主は担われるようになった。享保5年2月に入寺した良純は、輪王寺宮の許しにより金剛院号を永代の寺号とすることを認められただけでなく、享保10年には比叡山僧綱職に補任されたことにより、新宮庵主は比叡山末寺の天台宗寺院となった。
以上のように、新宮庵主は社家が造営・修造の財源を確保しえなくなる15世紀半ばより活動をはじめ、以後勧進聖による勧進と造営が恒常化していき、15世紀末頃に本願所としての組織を整えた。そして、16世紀以降、梅本院出身の庵主を迎えて以降、組織を確立・発展させ、18世紀初に梅本院庵主が途絶えたあとは比叡山末の天台宗寺院として存続した。

### 那智
| 本願所          | 分掌 | 宗派   | 所在地               |
| --------------- | --- | ------ | -------------------- |
| 御前庵主        | 本社（結神・瀧宮・證証・中御前・若一王子）、満山護法社、行者堂、鐘楼堂、閼加井、仁王門、振ヶ瀬橋および二ノ瀬橋など | 天台宗 | 那智本社拝殿の向かい |
| 瀧庵主          | 滝本の諸堂（千手堂、護摩堂、愛染堂）、飛瀧権現拝殿、地蔵堂、山上不動堂                                             | 真言宗 | 如意輪堂東側側面     |
| 那智阿弥        | 那智山如意輪堂（那智山青岸渡寺）                                                                                   | 真言宗 | 如意輪堂側面         |
| 補陀洛寺        | 浜宮三所権現社、拝堂、千手堂                                                                                       | 真言宗 | 那智浜               |
| 妙法山 阿弥陀寺 | 妙法山内諸堂 | 真言宗 | 妙法山               |
| 理性院          | 那智本社の内、御前庵主分掌以外（御前拝殿・廊下、禅師宮・児宮以下の八社宮）                                         | 真言宗 | 御前庵主の傍ら       |
| 大禅院          | 如意輪堂（那智阿弥と共同）                                                                                         | 天台宗 | 御前庵主の傍ら       |

前述のように那智には7か所の本願所があり、「七本願」「七ツ穀屋」などと呼ばれる（「表2 那智七本願」参照）。ひとつの社寺にこれほどの本願所が伴う例はほかになく、大きな特徴となっているが、現存するのは妙法山阿弥陀寺と補陀洛寺（補陀洛山寺）の2か所にすぎない。このように大規模な本願所が成立する背景には、西国三十三所の隆盛や那智参詣曼荼羅に象徴される多数の参詣者と、そこでの多量の散銭があるとみられる。
那智山周辺では早くより勧進聖の活動があったと見られ、正平24年（1369年）銘の那智飛瀧権現の鉄塔に「勧進沙門弘俊」の名が確認される（『紀伊続風土記』）ほか、応永34年（1427年）の足利義満の側室北野殿による熊野参詣記『熊野詣日記』には、浜ノ宮の橋本で「橋勧進の尼」の所持する阿弥陀名号に勧進結縁したことが記されている。また、永正18年に高野山西塔の勧進にあたった真覚という勧進聖は那智において十穀断の修行を行った十穀聖であったといい、各地の参詣者を熊野へ引率する先達の中にも、14世紀後半以降にはすでに勧進聖がいたことが知られている。
以下、個別に見ていくが、総じて言えば那智庵主が成立し始めるのは、15世紀末のことである。その後、勧進活動の活発化とともに本願所の間での分掌と独立が進み、16世紀には七本願とされる本願所すべてが揃い、七本願を総称する「七ツ穀屋」という表現が慶長8年（1603年）に初見される。こうした那智の本願所の伸張において重要なのは、西国三十三所の隆盛である。御前庵主が初見される永享年間のころには、西国三十三所に貴賎の巡礼者が多数見られるとされており、そうした巡礼者の増加とそこからの散銭・奉加が重要性を増したことに応じて、勧進聖たちは本願所を組織し、いっそう多くの巡礼者を招きいれようとした。那智参詣の隆盛を物語るものとしてしばしば引き合いに出される「那智参詣曼荼羅」の作成に本願所が関与していると考えられているが、そうした隆盛は本願所によって作り出されたものであった。

#### 御前庵主
御前庵主は、那智本社13社殿のうち主祭神結神、瀧宮を含む上五社宮ほかを分掌する。史料上の初出は、近年の研究によれば永享11年（1439年）にさかのぼると見られ、仁王門の関銭を質に借銭をする旨を記した借用状がある。弘治3年（1557年）の勧進帳は、庵主良厳とその弟子が貴賎に「六十万数札」を勧進賦算するとしたもので、熊野と時宗との結びつきを示すものとして早くから注目されてきた。

#### 瀧庵主
瀧本の諸堂を分掌する瀧庵主の成立については、それを建武年間（1334年 - 1336年）の妙音上人なる人物に求める史料や、15世紀半ばとする史料（那智瀧上不動堂本尊銘）があるが、いずれも伝説的性格のもの、もしくは本願による偽作と判断されている。瀧本の造営として早い時期のものでは、永正元年（1504年）に千手堂の勧進を行った勧進聖に関する記録があり、瀧庵主の成立はこの時期以降のことと考えられている。

#### 那智阿弥

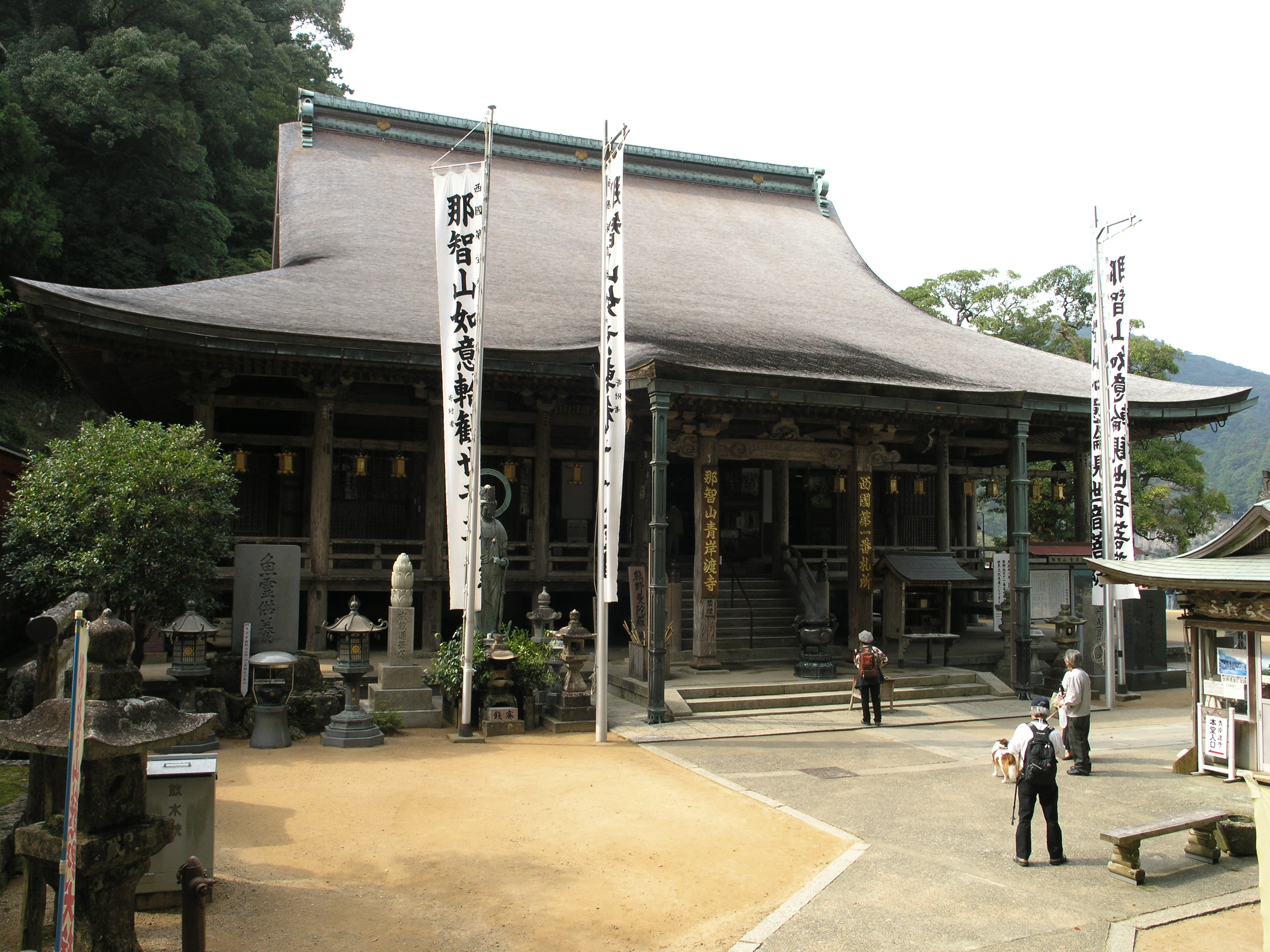
青岸渡寺本堂

如意輪堂（那智山青岸渡寺）の修造にあたった那智阿弥の成立については、室町時代初期までさかのぼるとする説が知られる。しかしながら、その場合、草創期の人物として弁阿上人を比定することになる。弁阿上人とは、花山法皇を西国三十三所の祖とする伝承に深い関わりを持つ伝説的人物であることから、室町時代初期の成立を史実と解するには困難である。本願としての活動を確認しうる早い時期の史料は、熊野那智大社に伝来する文亀3年（1503年）2月吉日付の屋敷売券で、那智の御師・尊勝院重済の所有していた屋敷を、巡礼のための宿として那智阿弥が買い取ろうとしたものである。
那智阿弥が修造にあたっていた那智山青岸渡寺は、那智山の中心的寺院であるだけでなく、西国三十三所巡礼の一番札所であって、三十三所の隆盛とともに多くの聖や参詣者からなる巡礼を迎え入れていた。青岸渡寺を第一番とし、谷汲山華厳寺を第三十三番とする順序が史料上に初見され、かつ固定化されていくのは、勧進聖の活動が定着する15世紀中ごろのことであるだけでなく、この時期には一部の修行僧や修験者らのものだった西国三十三所巡礼が、庶民のあいだにも定着していった。こうした西国三十三所巡礼の確立に大きな役割を果たしたのは、三十三所の各寺院の勧進聖たちであり、那智においては那智阿弥であった。那智阿弥は三十三所の勧進聖たちを組織化するとともに、巡礼宿をはじめとする巡礼のための施設整備に努めることにより、より多くの庶民巡礼を招き入れ、いっそう多くの奉加・散銭を獲得することを目指した。
しかし、そうした働きにもかかわらず、尊勝院重済はこの売券において売却に抵抗感を示している。これは、本願に対して社家が抱く身分的優越感の表れと解されるだけでなく、近世以降の社家と本願の底流にあったものを示していると言えよう。

#### 補陀洛寺

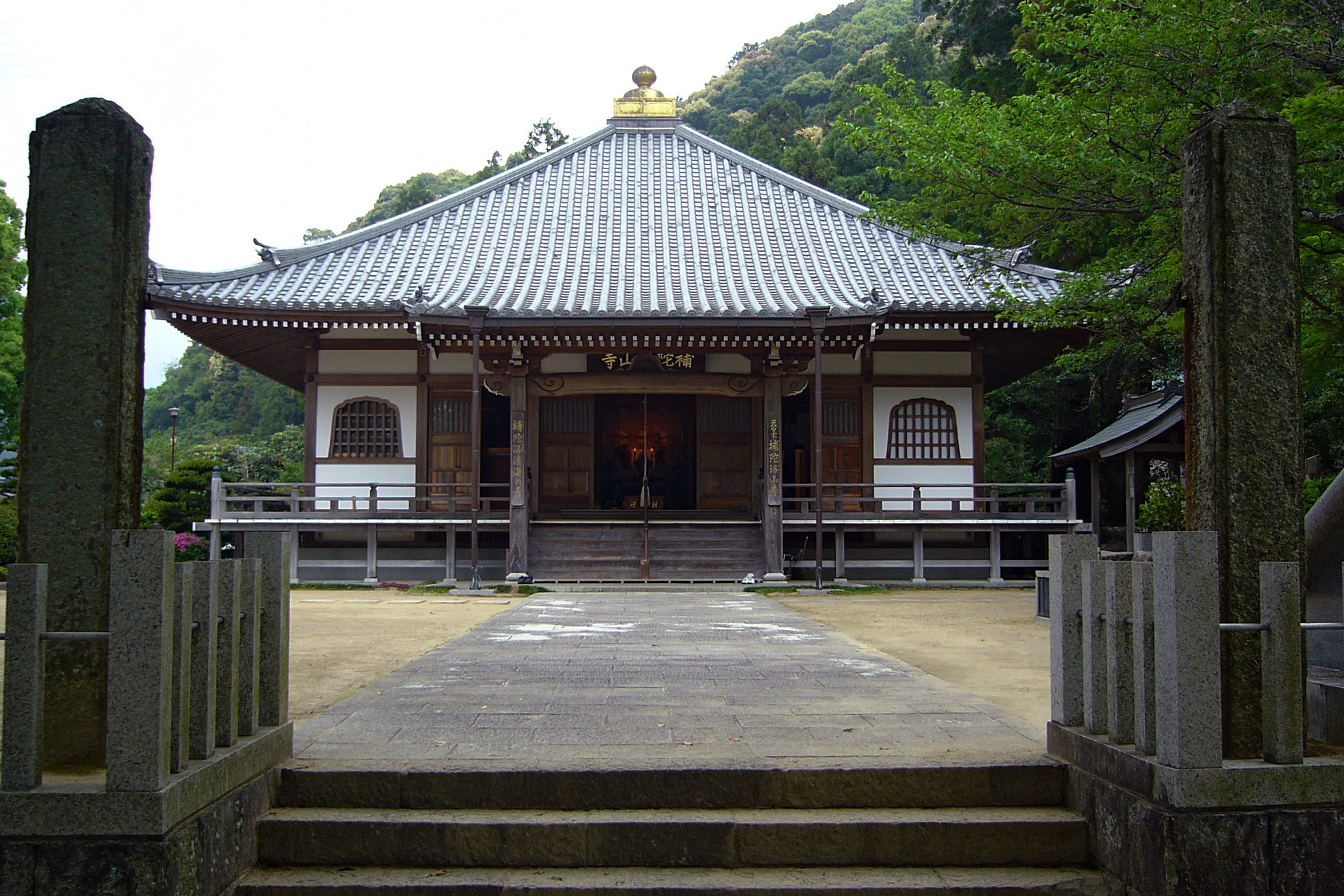
補陀洛山寺本堂

補陀洛寺は浜宮王子の神宮寺であるが、本願所となった経緯や時期は明らかではなく、補陀洛寺蔵の工芸品や仏像の銘から16世紀初頭から半ばにかけて、本願をつとめた聖の名が確認されるにとどまっている。

#### 妙法山阿弥陀寺

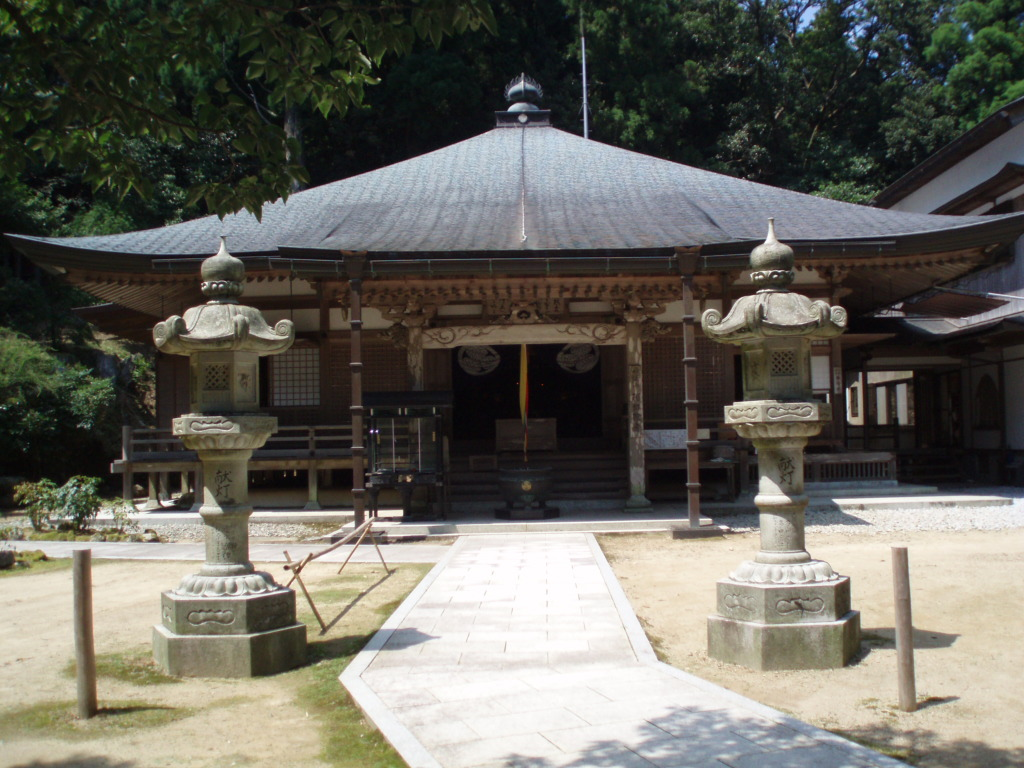
妙法山阿弥陀寺本堂

那智山奥之院とも称される妙法山阿弥陀寺は本願として名を挙げられるものの、その経緯は不詳である。五来重・豊島修といった民俗学者により、法燈国師覚心の再興により浄土信仰の寺として再興された際、勧進聖を束ねる本願寺院として組織されたとする説もあるが、史料的裏付けを欠いており確実ではない。

#### 理性院
理性院は古くは行屋坊とも呼ばれたと見えるが、初見は17世紀初頭をさかのぼることはなく、御前庵主の機能分担の結果として生じたものとみられる。

#### 大禅院
大禅院は17世紀半ばに春禅（善）坊と称していたものが改称したものと云われ（『熊野年代記』）、その後、16世紀末から17世紀前半にかけての史料にその名が見えるが、それらの史料からは瀧庵主に属したとも那智阿弥に属したとも解釈でき、来歴は定かではない。いずれにせよ、瀧庵主、那智阿弥および御前庵主より遅れて成立したとみられる。

### 本宮
熊野本宮は熊野川の氾濫による水害に繰り返し見舞われたために古文書・古記録の類が損なわれ、研究対象として中心になるのは新宮と那智である。また、熊野本宮の本願所は17世紀の史料によればすでに廃絶して久しいとあり、その実態はほとんど不明である。わずかな史料から知れるところによれば、14世紀中ごろの本宮では、勧進尼阿宗や千貫比丘尼といった比丘尼をはじめとする勧進聖が湯峯東光寺を拠点として活動していたとみられるが、それ以降継続されなかったとみられる。このほか、年代は定かではないが、少なくとも16世紀までには本宮庵主が社人とともに古い由緒をもつものとして、衆徒の組織の中に位置づけられていたと考えられている。

## 活動と組織
15世紀後半以降に成立した後の熊野三山本願所は、回国遊行して各地で勧進奉加を募り、願物を熊野へ送り届ける一部の熊野山伏・熊野比丘尼を統率して造営・修造のための財源を確保するだけでなく、寺社の建立・再興・修復から、燈明・供花といった寺社の年中行事への関与（後述）など、三山の運営にそれぞれに深く関与した。勧進活動の範囲は、関東・東海・中国・九州と全国的な広がりを持ち、その対象も庶民に「一紙半銭」を求めるようなものから、戦国大名や朝廷を対象としたものまで、貴庶の幅広い層にわたるものだった。

### 那智庵主の活動
那智では文明10年（1478年）と長享2年（1488年）に造営修復を行った記録（『熊野年代記』）があり、いずれの場合にも勧進聖が造営修復の財源調達に関わったことが知られている。前者は、京・和泉・河内に諸国棟別銭の課役を賦課するとした足利義尚の御教書にもとづき、庵主が徴収にめぐったものと考えられている。後者は、栄唱比丘尼なる者が那智山の東西両座の一札を携えて奉加を募ったというが、この比丘尼が那智七本願に属したか否かは定かではない。このほか、十穀聖による勧進の事例があり、文明16年（1484年）、天文11年（1542年）の例が知られており、こうした勧進聖が那智に定着していたことが分かる。
那智の勧進の方法として指摘することができるものに、絵解き唱導、勧進札賦算のほか、西国三十三所霊場の霊験・縁起を唱導し、一般庶民を霊場巡礼に導くといったものが挙げられる。
絵解き唱導は、「那智参詣曼荼羅」「熊野観心十界曼荼羅（地獄絵）」などと呼ばれる絵画を携えて回国遊行し、各地の聴衆に対して絵画を当意即妙な語りによって説き明かすものである。絵解き唱導を担った熊野比丘尼たちは牛王宝印を文庫に入れて諸国を巡り、熊野観心十界曼荼羅によって地獄・極楽の絵解き唱導を行い、那智参詣曼荼羅により熊野権現信仰と熊野参詣の霊験を説いた。那智参詣曼荼羅の作例の年代から推定して、こうした絵解き唱導が行われたのは、中世末の室町時代から戦国期以降のことと考えられている。
勧進札賦算は、勧進札とくに名号札の賦算に勧進結縁させるもので、足利義満の側室北野殿が熊野詣をした折に先達をつとめた住心院僧正実意の記した『熊野詣日記』に、那智浜の補陀洛寺に到着した一行が橋勧進の尼の持っていた阿弥陀名号札に勧進結縁したとの記事がみられるほか、弘治年間（1555年 - 1557年）に御前庵主が行った那智の再興においても同じく名号札の賦算という方法が用いられている。六十万枚の賦算に貴庶を勧進結縁せしめるとした弘治年間の勧進の具体的な内容は明らかになっていないが、同様に貴庶から広く勧進賦算を募った明応5年（1496年）の闘鶏神社の勧進願文や享禄4年（1531年）の神倉社再興の勧進願文が、いずれも勧進結縁による現当二世（現世安穏・極楽往生）の利益を説いていることから、同様に現当二世の熊野信仰を勧め、衆庶もそうした信仰に即して奉加に応じたとみられる。こうした名号札賦算という活動は、室町時代における那智七本願の勧進聖が時宗化していたことを示している。同じく室町時代の高野山においても、高野聖が時宗化を遂げていたことが知られており、こうした大霊場の時宗化は熊野のみに見られるものではなかった。熊野と時宗との関係は、開祖一遍のいわゆる熊野成道（文永11年〈1274年〉）以来のもので、それ以降の時宗聖においては六字名号札の賦算と説経節『小栗判官』唱導による熊野詣勧進を重んじた。そうした勧進形態の始まりは明確ではないが、湯峯にある一遍上人爪書名号碑（正平20年〈1365年〉、ただし偽作）の存在などから、南北朝期には熊野本宮の勧進事業を独占していたと推定されている。このように、室町時代の那智本願の勧進聖たちは、本来は時宗の勧進形態であった念仏賦算を取り入れていたのである。

### 新宮庵主の活動
新宮における本願として比較的詳しく知られているのは、末社神倉社の本願たる神倉本願である。中世の神倉社を支配したのは熊野新宮に属する清僧で、その下に神倉本願がおかれ、両者を合わせて神倉聖と称した。神倉本願は首座たる妙心寺のほか、華厳院（金蔵坊）、宝積院、三学院を含む10の院坊からなり、妙心寺は鎌倉時代に法燈国師覚心により確立されたと見られている。法燈国師は臨済宗法燈派の開祖であるとともに、高野聖の一派たる萱堂聖としても知られることから、法燈国師の影響下で妙心寺は勧進活動にあたる比丘尼たちを統率する寺院になったと考えられ、その後、室町時代の妙順尼の名が中興として伝えられている（妙心寺文書）。
妙順尼の名が見えるのは、大永年間（1521年 - 1528年）から享禄4年（1531年）にかけて神倉再興勧進にまつわる史料上においてのことで、神倉権現の霊験を説いて諸旦越に「一紙半銭」の勧進奉加を求め、結縁すれば現当二世の利益のあることを唱導したとされる。こうした点から、妙順尼による中興とは妙順尼ら神倉本願の職能、すなわち「神倉修理」（『妙心寺由緒』）における功績を顕彰したものと推測される。
神倉神社は戦国時代から近世初期にかけてたびたび災害に見舞われ、神倉本願として妙心寺は、再興を目的とする勧進活動を繰り返し行った。天正16年（1588年）、豊臣秀長配下の兵による放火で神倉社が焼失した際の再興勧進では、妙心寺の祐心尼が、金蔵坊祐信（当山派）および熊野新宮の楽浄坊行満（本山派）の2人の修験者の協力を得て西国・九州9か国に勧進に赴いている。このとき、特に毛利輝元が勧進を引き受けたとみられる形跡がある点で注目される。毛利氏と熊野の関係は元就の代からのもので、元就からの社参の書状や新宮本願の熊野比丘尼が領国において自由に活動することを認めた書状もある。類例として、今川義元より弘治2年（1556年）に新宮に贈られた御教書があり、分国内での門別勧進に許可を与えている。こうした例から、戦国時代から幕藩体制下において、寺社本願所の勧進活動が、分国の領主や藩主の許可なくしては不可能であったことが示されている。
この他、新宮において特徴的なものとして、船の渡銭がある。新宮は熊野川の河口に鎮座し、伊勢路を経てやって来た参詣者が渡る熊野川河口の成川の渡しや、熊野本宮から川を下ってきた参詣者が上陸する尾鞆渡といった要衝において渡銭を徴収していた。中世後期の寺社本願所の勧進活動においてこうした関銭や渡銭の徴収が大きな役割を果たしていたことは広く知られているところであり、新宮庵主による渡銭徴収はそうした系譜の中に位置づけることができる。

### 熊野本願九ヶ寺の組織と統制
勧進活動においては、多くの場合、庶民から「一紙半銭」を募るのが常であるから、より多くの人々に働きかけることが出来るか否かが成否の鍵を握ることになる。そのために、本願所は勧進に携わる勧進者を配下に多数抱え、彼らを各地に送り出し勧進奉加を募るとともに、願物を本願所へ運送させた。熊野三山本願所では、この役目を熊野願職（くまのがんしき）と称し、その担い手たる熊野山伏・熊野比丘尼が本願所の配下に属した。願職は諸国回遊し、勧進奉加を募ることを職務とするが、中には地方に定住した者も現れた。だが、本願所との関係は切れることはなく、願物を引き続き熊野に送り続けた。地方定住した者たちはその地において弟子をとり、その弟子たちがやがて願職に従事するようになる。そうした弟子たちは師匠の筋目の本寺から山伏の院号や比丘尼の大姉号の免許を与えられた。また、毎年のこととして「年籠」と称して熊野で山籠させ、願物や護符（牛玉宝印・御影札）の売上から上納をさせるのと引き換えに、願職の免許を改授したことにみられるように、熊野山伏・熊野比丘尼たちに願職の職権を与奪することを通じて、本願所は支配を及ぼしていた。例えば、寛文12年（1672年）付の「定書」には、華美な姿や派手な衣装、化粧を禁じ、熊野山伏・熊野比丘尼が師匠や大姉の許可なく還俗した場合は穿鑿を遂げることなどといった禁止事項を挙げ、違反した者は師・弟子とも熊野願職を停止するとしている。この史料は、熊野本願所が熊野山伏・熊野比丘尼を明確な支配関係の下に置いていたことの証左ではあるが、同時に、『東海道名所記』（万治2年〈1659年〉以降刊）に「戒をやぶり絵ときをもしらず歌をかんようす」と評されたように、風俗や規律の弛緩、悪習の蔓延が見られ、零落して歌比丘尼や遊女になる者も存在した。
このように熊野三山の本願所とその支配下にある諸国の熊野山伏・熊野比丘尼からなる集団を「熊野方」と称した。既述のように勧進としての熊野願職は熊野三山の本願所の体制下で保証されていたが、他方で修験としての立場では当山派の支配体制下に置かれていた。もとより熊野三山の本願庵主の内実は修験山伏であり、前述のように盛期の新宮庵主は飯道寺梅本院という当山派正大先達寺院から入寺していたし、那智の穀屋も、梅本院先達同行の袈裟筋として大峯入峯を果たして免状を得た山伏を願職として諸国に送り出していた。こうした事情から、当山派は熊野方を別派のひとつとして位置付けており、当山派別派の修験集団としての熊野方と、熊野三山本願所の配下の願職とは切り離して見ることは、多くの場合不可能である。
近世初期頃には、熊野三山本願所は、熊野本願九ヶ寺と称する本願仲間を形成し、連携して本願職の遂行にあたっていた。九ヶ寺の組織化の経緯は定かではないが、史料中にある「熊野三山中」との記述などを手掛かりに、16世紀末から17世紀初頭と考えられている。九ヶ寺においては、三山庵主と称された本宮庵主・新宮庵主および那智御前庵主が、それぞれの一山の本願所を統括し、三山の頂点に新宮庵主が立っていた。
新宮庵主を特徴付けるのはその強力な権限であり、さまざまな免許権や得分を有していた。例えば、そのことを証する史料として広く知られる正徳5年（1715年）の史料には、第2条に新宮庵主には本宮や那智を越える古法があるとしてその優位性が記され、次いで第3条では本願の職をつとめる山伏・比丘尼に熊野先達号を与えられるのはただ新宮のみであって、本宮や那智は先達号を与えないことを承知しているとある他、大姉号や院号の願出に対して新宮の名で出すことを許し、奉納銀を新宮が受納する旨などが述べられている。熊野先達号とは、本来、本山派・当山派の教団の管轄下に付与されてきたものだが、新宮庵主が独自に山伏・比丘尼に熊野先達号を許していたことをこの史料は示している。

## 衰退と終焉

### 社役と本願
15世紀末以降、各地の寺社において成立した本願所であるが、本来寺社の外部の存在であった勧進聖たちによる組織である本願所と寺社との間には緊張関係や対立が生じることが多く、本願所が存続しうるためには、単に寺社内における造営・修造および勧進に関する機能を掌握するだけでなく、社寺の縁起や仏事・神事といった社役にどれだけ関与できるか否かが重要であったと指摘されている。
熊野三山本願所の場合、17世紀中頃よりしばしば本願と社家の間に相論が繰り返され、最終的に延享元年（1744年）の江戸幕府による裁許において本願が敗訴し、年中行事や社役・社法から排除されたという経緯が明らかにされている。しかしながら、延享の裁許より前に、熊野三山の本願が造営以外でいかなる機能を果たしていたかについて言及した研究は少ない。17世紀中頃に廃絶した本宮はさておき、新宮と那智については、相論の過程で作成された史料が多数あり、本願が担ったとされる社役を知る手がかりとなっている。その中でもよく知られた、新宮・那智の連署で紀州藩奉行所に提出された「熊野三山本願所九ヶ寺社役行事之覚」（貞享4年〈1687年〉）には、「新宮社役」「那智社役」として新宮・那智のそれぞれの本願が勤めたとされる社役について述べられている。この史料の分析に基づき、太田直之は、社役として次の3点を指摘している。
1. 祈祷に関すること
2. 年中行事など社内の諸行事に関すること
3. 経済的な得分に関すること

従来の研究で主に注目されてきたのは第3の経済的な得分に関する部分である。前述のように、熊野山伏・熊野比丘尼を熊野願職として配下に収めることにより各地からの勧進奉加を集めたほか、新宮において見られたように渡銭を徴収し、さらに社頭において参詣者がもたらす諸散銭を徴収する権利を有した。諸散銭に対する権利は、以下に見て行くような近世以降の退勢にあってもなお認められていた。その他、本願は諸堂の鍵の管理を掌握しており、諸堂舎の鍵の管理は、その堂舎を分掌する本願に委ねられていた。こうした経済的得分は、熊野三山の本願がそれぞれの一山において活動を行う上での基礎であった。

#### 年中行事
「熊野三山本願所九ヶ寺社役行事之覚」には、「新宮社役」として遷宮を行うときの「灑水加持」が挙げられている。灑水とは、加持祈祷を加えた香水または酒水をそそいで清めをおこなう、密教的な修法である。「新宮社役」によれば、新宮での灑水は、遷宮に伴う神体動座に際して、二重の垣と幕で隔てられた神幸の道から内陣までの範囲で行い、もっぱら禰宜と本願のみが関与できるものであった。「那智社役」によれば、内陣の灑水を務めるのは御前庵主と瀧庵主であり、それ以外にも儀式の進行にあたって本願が大きな役割を果たしていた。しかしながら、各地の神社本願所では、内陣・外陣に近づくことはそもそも社家の特権とされ、まして本願が灑水に関与することはあり得なかった。その意味で、社家の中での本願の地位の確立にあたって、内陣にまで近侍して灑水を行い得たことは大きな意味を持っていたと考えられる。
次に挙げられるのが「釿始」である。釿始は本来は建築を始めるにあたって日時の勘文が出される儀式で、後に年始の年中行事としても行われるようになった。「新宮社役」によれば、本願は神官と対等の存在として神前の「御白砂」にて儀式を主催したとされている。釿始において本願が中心的な役割を果たしているのは、本願の職分である造営（建築）にまさに関わる儀式であるからと見られている。
これらの他、年中行事において要となる祭礼においても本願は役割を持っていた。新宮例大祭における神馬渡御式の神馬の養育や、祭礼で使う神輿・祭具の修復は本願の担当だった。また、那智例大祭で使われる扇神輿は御前庵主と社家の共同のもので、祭礼の中で扇神輿を清めるための火も御前庵主が出すものだった。以上にみられるように、熊野の本願所は年中行事に深く関与し、社家と対等あるいはそれ以上の役割を果たすことによって、単なる造営役を越える存在感を発揮していたのである。

#### 祈祷
社家の最も重要な社会的機能である祈祷においても、本願は深く関与していた。新宮庵主の屋敷に設けられた護摩堂では庵主独自の祈祷活動が行われており、しかもその祈祷の力は個別の檀那の息災を越えて、「天下安全之御祈祷」をするべき公的な性格を負ったものと認識されていた。
また、牛玉宝印の頒布について、新宮・那智の本願は強い権限を有していた。牛玉宝印の伝来例としては那智のものが最も多いが、新宮庵主も独自に牛玉宝印を各地の貴紳に送っただけでなく、配下の熊野願職にも牛玉宝印を頒布する権利が委ねられていた。同様に、那智においても本願が頒布の権利を独占していた。それだけでなく、新宮庵主は、牛玉宝印加持、すなわち牛玉宝印の調製をも担っていた。牛玉宝印加持とは、牛玉宝印の版木を刷ることと牛玉宝印の「実体」である朱印を押すことを指しており、これを行い得たのであれば、調製から頒布までを一貫して本願が行い得たことを示していると言えよう。
これらの他の祈祷について、社家側の史料と本願側の史料を照合してみると、本願は社家の祈祷のうち、年中に行われる代表的なもののほとんどの部分に関わろうとしていたことが分かっている。その具体的な関わり方はさまざまで、社家の祈祷に参加したり、社家と同内容の祈祷を独自に行ったりと一様でないが、社内における宗教的な役割を積極的に担おうとしていた。

### 社家との相論
しかしながら、社家側の史料では、祈祷はことごとく社家の役割であるとし、本願の役割は否定されている。これは、近世になって経済的再建を果たしつつあった社家の反撃により、本願の地位が否定され、社内の地位から排除されていった動きと関連するものである。
近世に入ってからの熊野三山本願所に生じた大きな変化としてまず指摘されるのは、新宮庵主と当山派修験道の大寺院である飯道寺梅本院との兼帯に関して出された、延宝3年（1675年）の幕府の覚書である。従来の研究は、この覚書を本願と修験道との兼帯の禁止と捉え、修験道からの離脱を強いられたことにより、熊野山伏・熊野比丘尼への統制と願物の徴収が滞り、本願の衰退の契機となったと考えてきた。しかしながら、延宝の覚書の第二条にあるように、幕府が本来問題としたのは本願所住職と熊野先達としての梅本院住職との兼帯であって、修験道を禁止したわけではない。むしろ、元禄9年（1696年）の幕府覚書が明言する通り、本願が配下の山伏・比丘尼を支配する力は何ら否定されていないばかりか、兼帯禁止の後も新宮庵主は熊野先達号と比丘尼大姉号の免許権を維持し続けていた。こうした点から、延宝3年の覚書が本願の衰退にどの程度の影響をもったのかは、議論の余地がある。
本願の本来の職分である造営役についても変化がみられる。近世社寺の勧進活動は幕府の許可制になっていたが、熊野三山の本願もその例外ではなかった。例えば享保6年（1721年）には幕府より新宮・那智に対し勧進許可が出されているが、本願所史料には勧進許可状は伝わっていない。このことから、幕府は社家に造営を統轄させたと考えられているが、これは造営・修造に関する一切を本願が掌握してきた近世以前のありかたとは大きく相違する。また、同じ享保6年には造営の運営に関し、社家と本願の間で相論が生じている。本願は、造営に関する会合から本願を排除しようとしたとして社家を訴え、幕府寺社奉行所は、本願の実績を踏まえて、社家と本願が共同で造営に当たるよう仲裁したが、社家はあくまで本願を社家の下位にあるものとして扱った上で会合への参加を認めた。この後、元文元年（1736年）に幕府からの寄付三千両を元手とする貸付事業で造営料を捻出することになり、さらにその運用が紀州藩と社家に掌握されたことにより、造営の主役としての本願の役割は完全に後退することになった。
前述のように、社家側の認識によれば、本願はあくまで造営役に過ぎない。そのため、早い時期のものでは寛文年間（1661年 - 1672年）頃から、年中行事と祈祷に関する本願の役割を低めようとする社家の側からの反撃がみられるものの、なかなか成果を見なかった。17世紀半ば以降、社家は本願排除の動きをいっそう活発化させたが、その背景にあったとみられるのは、紀州藩主徳川頼宣の神道重視の政策である。徳川頼宣は、吉川神道を主唱した吉川惟足を紀伊に招請（寛文3年〈1663年〉）して藩内での神仏分離を進めただけでなく、惟足を熊野三山に派遣し、年中行事について指導するよう命じている。その具体的内容は明らかになっていないが、同様に惟足を招請した会津藩主の保科正之が神仏分離と寺院の抑圧を進めたことにみられるように、社家が本願を排除する上での思想の確立に大きな意義をもったであろうことは想像に難くない。
本願が寺社内において地位を確立する基礎であった造営・修造および勧進という経済的役割を社家は奪っただけでなく、思想面や政策面においても幕府や藩からの後ろ盾を得て、本願を排除する動きはいっそう活発化していく。

### 延享の裁許とその後の本願
延享の裁許は、延享元年（1744年）に幕府寺社奉行より新宮・那智に宛てて出された裁許である。延享の裁許では、社家と本願の関係が明確化された。それによれば、本願の地位は社家の地位よりも軽いものであり、社中といった場合も本願は含まれず、本願は社家の支配を受けなければならないとされた。のみならず、本願が色衣を着用することが禁止されたことにより、可視的な身分表象においても両者の違いを示されるようになった。また、祈祷に関しても、新宮における灑水は社法であるがゆえに社家の指示のもとで行うものとされ、牛玉宝印加持についてももっぱら社家の役目であるとさだめられた。こうした裁許により、本願は社家一同に連なり、単に造営役のみにとどまるものではないとする、本願の主張は明確に否定されたのである。さらに、本願の本来の職分である造営においても、造営願は社家の役と明記され、前述の幕府の寄付金三千両の貸付運用をもって造営料を捻出するという決定により、一切の関与が禁じられた。
裁許の最後には、社内の一切の年中行事と祈祷に本願の関与を認めないとした社法格式を一山中として長く守るよう明記された。ここでの「社法格式」とは、新宮社家（延宝7年〈1679年〉）および那智社家（延享元年〈1744年〉以前）が作成し、幕府に提出したもので、いずれにも延享元年4月に寺社奉行の山名豊就以下4名が「山中永守此旨」と記して署判を加えた奥書のあるものを指している。すなわち、もっぱら社家の側の主張する秩序に沿った社法格式こそが幕府公認として随うべきものと定められたのである。延享の裁許において、17世紀中頃から続く社家による本願排斥が全面的に認められる形で、社家と本願の相論は終焉を迎えた。中世後期以来、本願としての功を礎に社内での地位を高め、社家と同等の存在たることを目指した熊野三山本願所の主張は、完全に却下されたのである。
加えて、早くに廃絶した本宮はさておくとしても、那智では延享の裁許に先立つ元禄年間（1688年 - 1703年）頃から享保年間（1716年 - 1735年）にかけて無住化が進み、延享元年（1744年）には瀧庵主、大禅院、理性院、阿弥陀寺は無住、補陀洛寺は御前庵主の兼帯となっていた。明治の神仏分離による廃寺まで住職が確認できるのは御前庵主、那智阿弥、補陀洛寺の3ヶ寺に過ぎず、神倉本願においては、延宝の覚書で本願を退いた華厳院・宝積院・三学院のうち、華厳院・宝積院は宝暦年間（1751年 - 1764年）までに断絶し、残る三学院も近い時期に廃絶したとみられる。
こうした退勢にも拘わらず、熊野三山の本願所は、明治の神仏分離まで廃絶することはなかった。というのも、新宮の灑水や釿始では延享の裁許以後も、依然として本願が一定の役割を演じ続けていたとみられ、牛王宝印の頒布に関しても「公儀御用之牛王」（幕府公用の牛王宝印）の献上は引き続き本願によって行われ、逆に社家が取って代わろうとする動きは幕府に認められなかった。すなわち、社役・社法から本願を排除し、社中の主導権のほぼ一切を奪ったにもかかわらず、社家は本願の役目を消し去ることは出来なかったのである。このように社役・社法に深く関与しえたが故に、熊野の本願はたとえ主役としての地位を奪われたとしても、なおも社内から追放されることなく、存続し続けることができたのである。